# جذع رئوي
الجذع الرئوي أو الشريان الرئوي أو الشريان الرئوي الأصلي (بالإنجليزية: pulmonary trunk)‏ هو شريان يخرج من البطين الأيمن للقلب ثم ينقسم إلى فرعين أيمن وأيسر.الأيمن إلى الرئة اليمنى والأيسر إلى اليسرى. ينقل الشريان الرئوي الدم المحمل بثاني أكسيد الكربون إلى الرئتين حيث يتم التبادل الغازي وتدعى هذه العملية بالدورة الدموية الصغرى.
يحمل الدم غير النقي من البطين الأيمن إلى الرئتين يصعد إلى الأعلى وللخلف إلى الجهة اليمنى من الأبهر وينقسم تحت قوس الأبهر إلى الشريانين الرئويين الأيمن والأيسر، كل واحد منهما يدخل الرئة المواجهة له لذا فإن الجذع الرئوي له تركيب ووظيفة الشرايين ولكنه يحمل دماً غير نقي.

## البنية
الشرايين الرئوية هي أوعية دموية تنقل الدم من الجانب الأيمن للقلب إلى الشعيرات الدموية في الرئتين. الدم المحمول، على عكس الشرايين الأخرى، يكون بدون أكسجين (غير مؤكسج). تنبثق الشرايين الرئوية الرئيسية من الجانب الأيمن للقلب، وتنقسم هذه الشرايين إلى شرايين أصغر تنقسم تدريجيًا وتصبح أصغر حتى تصبح شرايين وشعيرات دموية في النهاية.

### الشرايين الرئوية الرئيسية
من أجل تدفق الدم، تبدأ الشرايين الرئوية بالجذع الرئوي أو الشريان الرئوي الرئيسي. يبدأ الشريان الرئوي الرئيسي من قاعدة البطين الأيمن. إنه قصير وعريض - يبلغ طوله حوالي 5 سنتيمترات (2.0 بوصة) وقطره 3 سنتيمترات (1.2 بوصة).
ينقسم الشريان الرئوي الرئيسي إلى الشريان الرئوي الرئيسي الأيمن والأيسر. الشريان الرئوي الرئيسي الأيسر أقصر وأصغر إلى حد ما من اليمين، ويمر أفقيًا أمام الشريان الأورطي الهابط والقصبة الهوائية اليسرى إلى جذر الرئة اليسرى. أعلاه، الشريان الرئوي الرئيسي الأيسر مرتبط بتقعر الشريان الأورطي النازل القريب بواسطة الرباط الشرياني.
فتحة الشريان الرئوي (أو الجذع الرئوي) دائرية، وتقع في قمة المخروط الشرياني، بالقرب من الحاجز البطيني.
يوضع أعلى وإلى يسار الفتحة الأذينية البطينية، وتحرسه الصمامات الرئوية الهلالية.

### شجرة الشرايين الرئوية
ينقسم لاحقًا إلى شريانين فصيلين، واحد لكل فص من الرئة اليسرى. يتبع الشريان الرئوي الرئيسي الأيمن مسارًا أفقيًا أطول عندما يعبر المنصف. يمر تحت قوس الأبهر، خلف الأبهر الصاعد، وأمام الأبهر النازل. يتدرب خلف الوريد الأجوف العلوي وأمام القصبة الهوائية اليمنى. عند الوصول إلى نقير الرئة اليمنى ينقسم الشريان الرئوي الرئيسي الأيمن إلى فرعين:
- الجذع الأمامي - يمد الدم إلى الفص الأيمن العلوي
- الشريان البيني - الفرع الأكبر والأدنى، يمد الدم إلى الفصوص الوسطى والسفلى من الرئة

تعطي الشرايين الرئوية الرئيسية اليمنى واليسرى فروعًا تتوافق تقريبًا مع فصوص الرئة ويمكن في مثل هذه الحالات تسميتها الشرايين الفُصَّية. تتفرع الشرايين الفُصَّية إلى شرايين مقطعية (تقريبًا 1 لكل مقطع فص)، والتي بدورها تتفرع إلى شرايين رئوية تحت القص. هذه تشكل في النهاية الشرايين داخل الفصيص.

## النشأة
تنشأ الشرايين الرئوية من الجذع الشرياني والقوس البلعومي السادس. الجذع الشرياني هو بنية تتشكل أثناء تطور القلب كخليفة للمخروط الشرياني.
بحلول الأسبوع الثالث من التطور، يكون هناك تورم في أنابيب الشغاف في الجزء الأقرب إلى القلب. يُعرف الانتفاخ بالبصلة كورديس ويتطور الجزء العلوي من هذا التورم إلى الجذع الشرياني. يخضع الطي، ويتعرض الجذع الشرياني لما سيكون في النهاية البطينين الأيمن والأيسر. عندما يتطور الحاجز بين بطيني القلب، يتشكل انتفاخان على جانبي الجذع الشرياني. تتوسع هذه تدريجيًا حتى ينقسم الجذع إلى الشريان الأورطي والشرايين الرئوية.
أثناء التطور المبكر، تربط القناة الشريانية بالجذع الرئوي والقوس الأبهري، ما يسمح للدم بتجاوز الرئتين.

## الوظيفة
ينقل الشريان الرئوي دم غير مؤكسج من البطين الأيمن إلى الرئتين. يمر الدم هنا عبر الشعيرات الدموية المجاورة للحويصلات الهوائية ويصبح مؤكسجًا كجزء من عملية التنفس.
على عكس الشرايين الرئوية، فإن الشرايين القصبية تمد الرئتين بالتغذية.

### الضغط
ضغط الشريان الرئوي هو مقياس لضغط الدم الموجود في الشريان الرئوي الرئيسي. يتم قياس ذلك عن طريق إدخال قسطرة في الشريان الرئوي الرئيسي: 190-191 متوسط الضغط عادة 9 - 18 مم زئبقي، وقد يكون ضغط الإسفين المقاس في الأذين الأيسر 6-12 مم زئبق. قد يرتفع ضغط الإسفين في حالة فشل القلب الأيسر: تضيق الصمام التاجي 190-191، وحالات أخرى، مثل مرض فقر الدم المنجلي.